# 樂活道

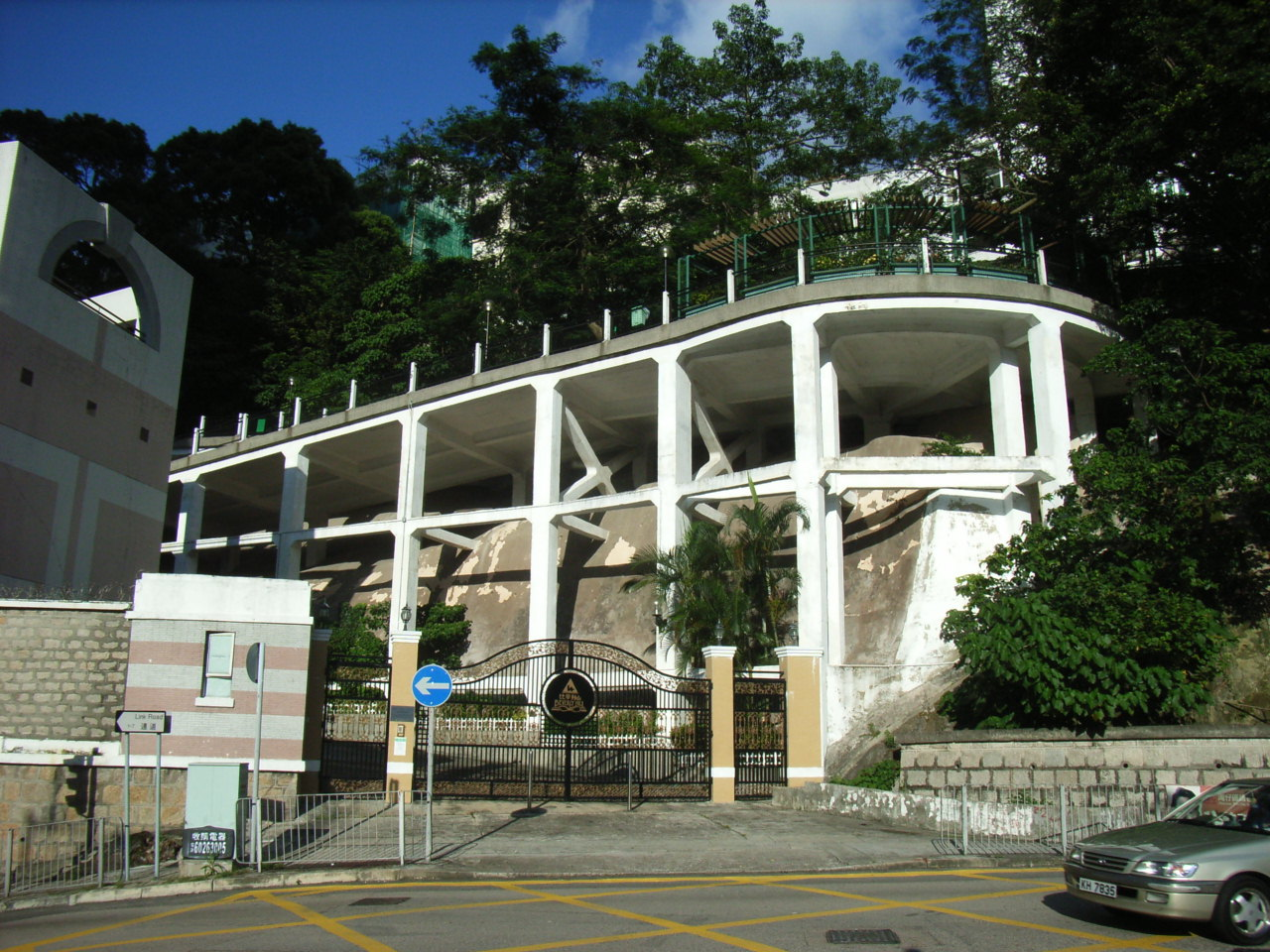
比華利山入口

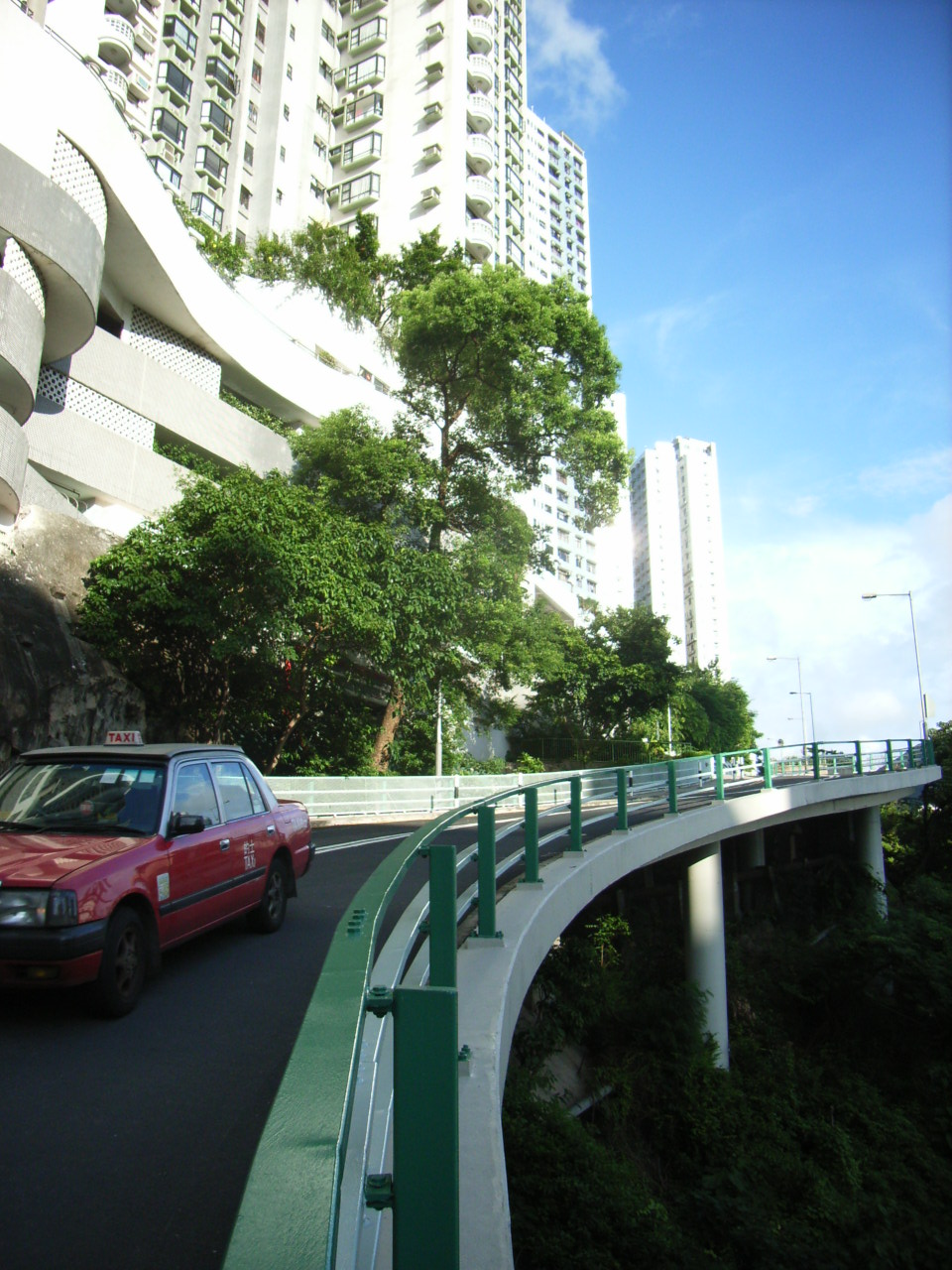
樂活道的上山行車天橋

樂活道（英語：Broadwood Road）前稱布律活道，是香港的一條道路，得名自在1906至1910年間出任駐港英軍司令的樂活（Robert George Broadwood）少將，於1959年擴寬路面。該道路連接香港島跑馬地至渣甸山一帶。道路於山下連接黃泥涌道及連道一帶，山上連接大坑道。

## 沿路著名地點
- 聖瑪加利大堂
- 禮頓山
- 比華利山
- 樂翠台
- 樂天峰
- 樂陶苑
- 樂景園
- 柏樂苑

## 交匯道路
- 大坑道
- 樂景臺
- 連道
- 禮頓山道
- 雲地利道
- 黃泥涌道

## 容易混淆之街道
- 荷李活道 - 在上環及中環地帶
- 活道 - 在灣仔地帶
- 樂古道 - 在上環地帶

## 流行文化
歌手古巨基於2010年推出的歌曲《時代》的歌詞有提及「樂活道」。